# Лесли, Малкольм, 20-й граф Роутс
Малкольм Джордж Дайер-Эдвардс Лесли, 20-й граф Роутс (англ. Malcolm George Dyer-Edwardes Leslie, 20th Earl of Rothes; 8 февраля 1902 — 17 мая 1975) — шотландский дворянин и глава клана Лесли.

## Биография
Малкольм Джордж Дайер-Эдвардс Лесли родился 8 февраля 1902 года в Кенсингтоне. Старший сын Нормана Эвелина Лесли, 19-го графа Роутса (1877—1927). Его матерью была Люси Ноэль Марта Дайер-Эдвардс (1878—1956). Леди Люси Лесли не только пережила катастрофу Титаника, но и взяла на себя управление спасательной шлюпкой и помогала выжившим грести к RMS Carpathia.
Он работал председателем Национального общества взаимного страхования жизни.
29 марта 1927 года после смерти своего отца Малкольм Лесли унаследовал титулы 20-го графа Роутса и 20-го лорда Лесли. Он был шотландским пэром-представителем в Палате лордов Великобритании в 1931—1959 годах.

## Брак и дети
17 июля 1926 года он женился на Берил Дагдейл (1902—1994), дочери Лайонела Дагдейла из Крейторна и Мод Вайолет Вудрофф, сестре Томаса Дагдейла, 1-го барона Крейторна. У супругов было трое детей:
- Леди Джин Лесли (26 августа 1927—2017), в 1949 году она вышла замуж за Родерика Маккензи.
- Леди Эвелин Лесли (1929 — 30 января 2011), в 1949 году она вышла замуж за сэра Джерарда Уильяма Макворта-Янга[4] .
- Йен Лайонел Малкольм Лесли, 21-й граф Роутс (10 мая 1932 — 15 апреля 2005). Женился в 1955 году на Мэриголд Эванс-Беван.

Граф Роутс скончался 7 мая 1975 года. Ему наследовал его единственный сын, Йен.